# Hédi Turki
Hédi Turki (arabe : الهادي التركي), né le 15 mai 1922 à Tunis et mort le 31 mars 2019 à Sidi Bou Saïd, est un peintre, aquarelliste et dessinateur tunisien.

## Biographie

### Jeunesse et formation
Hédi Turki naît dans le quartier de Halfaouine, au cœur de la médina de Tunis. Élève au lycée Carnot de Tunis, il abandonne ses études après la mort de son père en 1939.
Après la Seconde Guerre mondiale, il rejoint le courant artistique anti-colonialiste de l'École de Tunis.
Comme son frère, Zoubeir Turki et d'autres artistes de sa génération, il part à Paris pour recevoir une formation artistique. En 1956, il est l'élève du peintre Amerigo Bartoli à l'Académie des beaux-arts de Rome. Turki suit des études d'art dans plusieurs pays :
- 1951 : Académie de la Grande-Chaumière, Paris ;
- 1956 : Académie des beaux-arts de Rome, Italie ;
- 1959 : Université Columbia, États-Unis.

### Enseignement
- 1957-1961 : Lycée technique Émile-Loubet de Tunis ;
- 1961-1962 : Lycée Alaoui de Tunis ;
- 1963-1990 : École des beaux-arts de Tunis.

### Vie privée
Hédi Turki est le frère aîné de Zoubeir Turki.

## Œuvres
Hédi Turki est un artiste figuratif qui représente aussi bien des portraits que des nus ou des bouquets. Il peint ou dessine sur papier ou toile. Il a été influencé par l'expressionnisme abstrait, notamment celui de Jackson Pollock et Mark Tobey.
Hédi Turki est l'un des fondateurs de l'Union nationale des arts plastiques et graphiques tunisiens, ainsi que de l'Union des artistes plasticiens arabes (1970).
En 1997, avec Frédéric Menguy et Michel Saint-Alban, il a illustré Christine de Mustapha Chelbi (Éditions Carrés d'art).
En 2010, une exposition rétrospective, Voyage à travers la mémoire, présente à Tunis une centaine de dessins réalisés au feutre, lavis et gouache, entre 1965 et 2005.

## Distinctions
- 1976 : grand prix international d'art contemporain de Monte-Carlo (Monaco)[6]
- 1983 : élu vice-président de l'Association internationale des arts plastiques pour la région arabe au congrès d'Espoo (Finlande)[4]
- 2010 : prix du 7-Novembre pour la création artistique (Tunisie)[7]

## Décorations
- Grand officier de l'ordre de la République tunisienne
- Grand cordon de l'ordre tunisien du Mérite
- Chevalier de l'ordre des Arts et des Lettres (1986)[8]